# Notommata contorta
Notommata contorta är en hjuldjursart som först beskrevs av Jonathan S. Stokes 1897.  Notommata contorta ingår i släktet Notommata och familjen Notommatidae. Arten är reproducerande i Sverige. Inga underarter finns listade i Catalogue of Life.